# Hermopolis

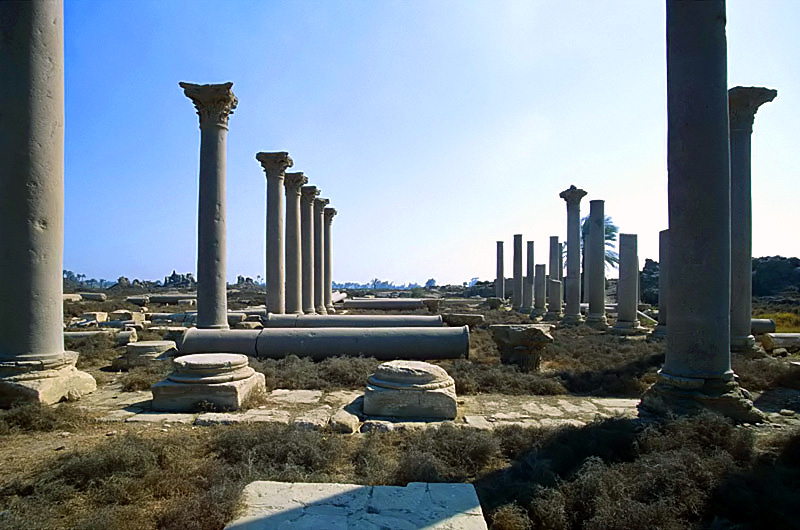
Ruin av en basilika.

Hermopolis, även kallat Hermopolis Magna för att skilja den från Hermopolis parva (dagens Damanhûr), var en stad i det forntida Egypten, nära dagens Aschmunen.
Hermopolis var huvudstad i det 15:e överegyptiska nomos, och hette i egyptisk tid Khennu, "de åttas stad", efter åtta där ursprungligen dyrkade urgudar.
Staden var även huvudsäte för kulten av Thot. Rester av ett tempel från 19:e dynastin och ett från den grekiska tiden finns här.